# L'Enterrement du comte d'Orgaz

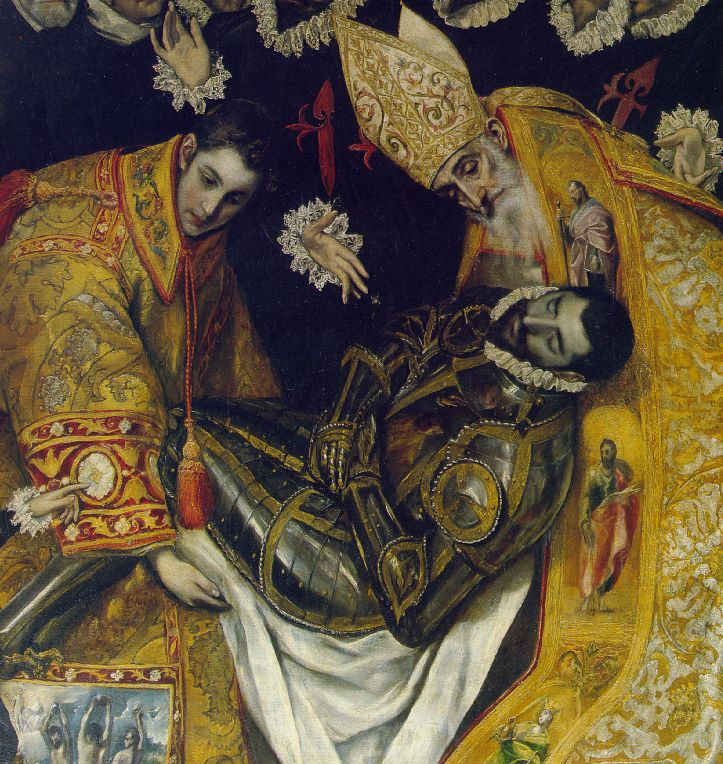
Don Gonzalo Ruiz de Toledo porté par saint Augustin - à la barbe blanche - et saint Étienne à gauche : Le Miracle de l'enterrement.

L'Enterrement du seigneur d'Orgaz (en espagnol : El entierro del señor de Orgaz), plus connu sous le nom de L’Enterrement du comte d’Orgaz (El entierro del Conde de Orgaz en espagnol), chef-d'œuvre du peintre Le Greco, est une toile emblématique du siècle d'or espagnol et un chef-d'œuvre exemplaire du maniérisme. Commandé en 1586 par le curé de l'église Santo Tomé de Tolède, Andrés Núñez de Madrid, pour commémorer le miracle de l'apparition de deux saints lors de l'enterrement de ce noble de Tolède. La toile mesure 4,8 par 3,6 mètres. Elle est datée de 1586-1588.
Le tableau représente l'enterrement miraculeux et merveilleux de don Gonzalo Ruiz de Toledo, seigneur d'Orgaz, mort au début du XIVe siècle. À son enterrement, seraient apparus saint Augustin et saint Étienne pour ensevelir le corps. Autour du corps et de l'apparition à gauche se trouve saint François d'Assise, à droite un prêtre interpelle le Ciel. Au fond se trouvent les différents portraits des commanditaires de l'œuvre. Au premier plan, un enfant désigne la scène de son doigt, c'est Jorge Manuel Theotocopouli, le fils du Greco. Dans la partie supérieure de la toile, Jean le Baptiste (de dos) intercède auprès de la Vierge Marie (à gauche) et de Jésus (figure centrale en blanc) pour que l'âme du défunt, un bébé porté par l'ange à la robe jaune vert juste en dessous, rejoigne le royaume des cieux. En haut à gauche, allongé sur un nuage, saint Pierre attend avec les clés du Paradis.

## Une commande ecclésiastique
Le 15 mars 1586 est signé le contrat entre Le Greco (il était grec, d'où son nom), le curé Andrés Núñez de Madrid de la paroisse de Santo Tomé et le maire. Il fixe de manière précise l’iconographie de la partie inférieure de la toile qui doit être de grande dimension :
« Sur la toile, il sera peint une procession avec le curé et les autres membres du clergé qui officiaient alors pour l’enterrement de don Gonzalo Ruiz de Toledo, seigneur de la ville d'Orgaz, quand descendirent saint Augustin et saint Étienne pour enterrer le corps de ce seigneur, l’un tenant la tête, l’autre les pieds, le déposant dans la sépulture et devant de nombreuses personnes qui étaient en train de regarder. En dessus de tout ceci il faut faire un ciel ouvert en gloire. »
Le travail sera payé sur évaluation du résultat, après réception de 100 ducats à la commande, le tout devant être terminé pour le Noël de la même année. Le travail dura jusqu’à la fin de l’année 1587 sans doute et fut rendu pour l’anniversaire du miracle et la fête de Santo Tomé. 
À la première évaluation, le Greco demande 1 200 ducats « sans décor ni cadre », ce qui parut excessif au curé de San Tomé en comparaison du prix de l’Expolio de 318 ducats ou des 800 demandés par le peintre au roi pour le Saint Maurice de l’Escorial.
Le curé négocie une baisse en demandant à deux peintres de venir évaluer la toile à 700 ducats ! Le Greco se sent trahi et veut en appeler au pape, mais renonce en raison du coût d'un procès. Le 30 mai 1588, le conseil de la ville constate le renoncement à l’appel et enjoint à la paroisse de payer les 1 200 ducats, après concertation des parties le 20 juin 1588. La dette est réglée en 1590. Le curé semble être resté un ami fidèle du peintre et un de ses défenseurs qui collectionnaient ses toiles.

## Un chef-d'œuvre du maniérisme
L'œuvre du Greco est scindée en deux horizontalement entre le ciel et la terre, entre les nuages baignés de lumière et les ténèbres en bas éclairées avec les torches. La scène inférieure présente le cercle des amis et commanditaires du Greco qui assistent à la scène mythique de l'enterrement du seigneur d'Orgaz. Cette scène est typique de la littérature espagnole du sueno, c'est-à-dire du rêve, du songe, du sommeil. Les membres de la communauté de Tolède écoutent le prêtre qui regarde le ciel et fait apparaître à leurs yeux et les rend témoins de la scène mythique dans un songe. Pour le critique d'art espagnol Francisco Calvo Serraller, la scène est d'essence gothique utilisant un langage traditionnel. La  coupure en deux du tableau entre ciel et terre est commune à nombre de tableaux de la Renaissance et gothiques dans des thèmes comme l'Assomption, la Résurrection de Jésus, où les témoins sont dans la partie basse du tableau. La scène supérieure représente le monde céleste. Entre les deux, un ange emporte l'âme du défunt semblable à un nouveau-né à travers un passage qui figure une vulve : la mort est une naissance.
Chacun des commanditaires apparaît comme une colonne de l'église soutenant le ciel peints d'après les portraits réalistes des commanditaires, comme le signale Cossio, on peut reconnaître Antonio de Covarrubias à la gauche du prêtre. Comme le remarque le critique d'art anglais Wehley, il n'y a pas de perspective linéaire (pas de tombeau, pas de ligne d'horizon) et le sol lui-même disparaît. Ce semblant de contradiction donne un dynamisme à la composition surprenant entre le hiératisme des caciques de Tolède et le mouvement des idées, du ciel.

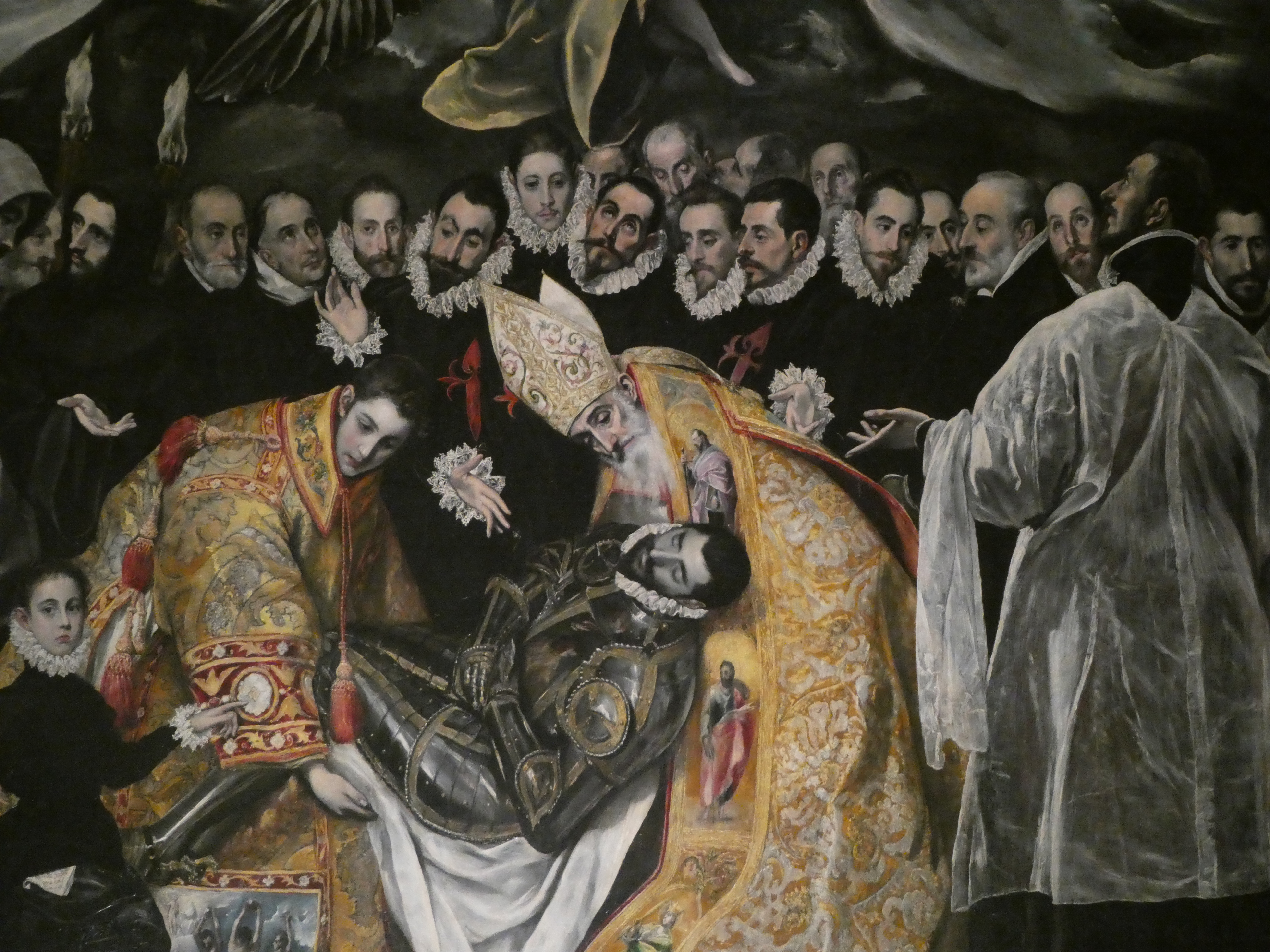
Le Greco signe la toile sur le mouchoir qui apparaît dans la poche du garçonnet et portant la date de 1578, celle de la naissance de son fils Jorge Manuel.
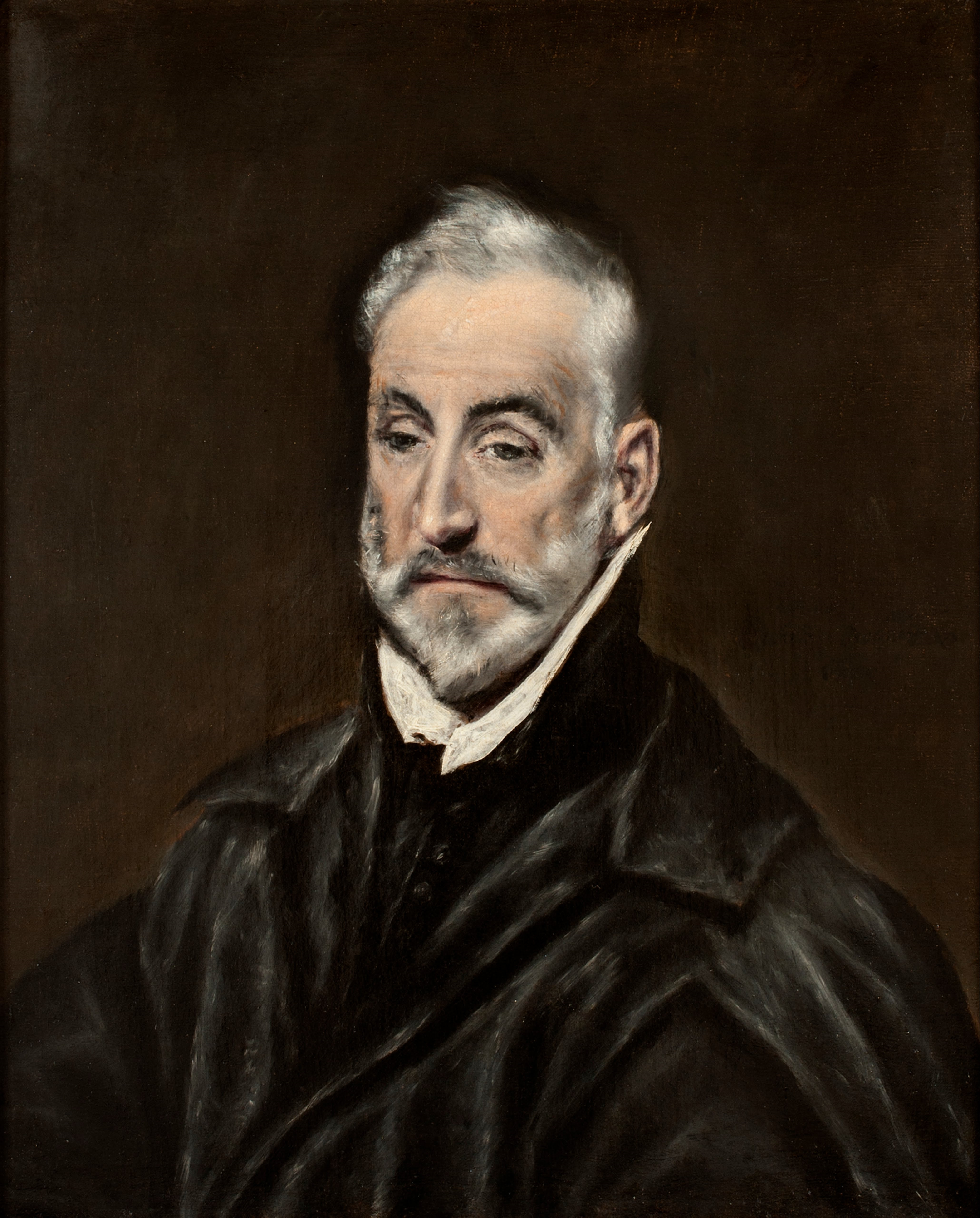
L’humaniste et helléniste Antonio Covarrubias qui accueillit le Greco. On le reconnaît à la gauche du prêtre dans L'Enterrement.
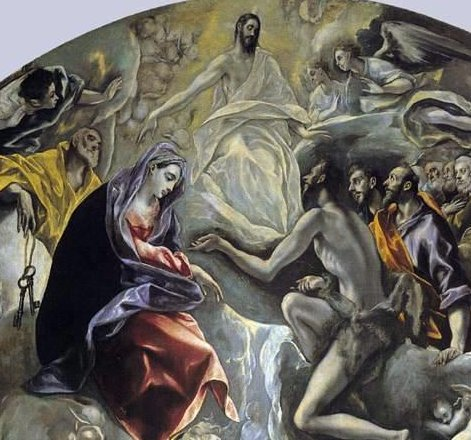
Le Christ en blanc demande conseil à la Vierge alors qu'il écoute saint Jean-Baptiste (de dos) intercéder. En blanc au niveau du genou, la tête de l'âme est visible.

## Commentaires sur l'œuvre du Greco
« Ce qu’il faisait bien, personne ne le faisait mieux ; et ce qu’il faisait mal, personne ne le faisait pire. »
« Le Greco fut très respecté et très estimé à Tolède malgré ses peintures extravagantes aux coloris durs et étranges ou apparaît le savoir assuré du maître avec un dessin sûr. »
« Cette audience, nous la voyons. Elle occupe le ciel du tableau. Le seigneur d’Orgaz s’y présente tout nu devant le Christ, la Vierge et le Cercle des bienheureux. La scène fait un contraste absolu avec la belle peinture réaliste du bas. Des tons livides et restreints jusqu’à l’indigence, des formes prodigieusement allongées, amincies et tourmentées, lui donnent un caractère spectral qui nous inquiète, nous scandalise et nous attire. Étrange génie discordant, ce Greco ! »
« Il faut les avoir vus, ces petits rats de sacristie, leurs longues baguettes à la main, désigner la Gloire où apparaissent Jésus-Christ, la Vierge et le comte d'Orgaz tout nu, et répéter avec aplomb : « ¡Demente!, ¡demente! ¡Fue un loco!" « Un dément ! un dément ! C’était un fou ! »

## Postérité
Le tableau fait partie des « 105 œuvres décisives de la peinture occidentale » constituant le musée imaginaire de Michel Butor.